# Villa San Juan de Quilla
La Villa San Juan de Quilla es un núcleo de población del Distrito de Colca en la Provincia de Víctor Fajardo (Departamento de Ayacucho, Perú).

## Reseña histórica
El centro poblado “Villa san Juan de Quilla” se encuentra en el distrito de Colca, en el departamento de Ayacucho en Perú. Se trata de un centro quechua hablante creado como pueblo de Quilla desde el siglo XV; posteriormente, el 24 de mayo de 1574, fue reconocido por el presidente Manuel Prado Ugarteche, con R.S. N.º 014 del 18 de agosto de 1956, como comunidad campesina de Quilla y Nativa de la reforma agraria y asentamiento rural del distrito de Colca, Provincia de Víctor Fajardo, Departamento de Ayacucho.

## Fiesta patronal al amor de la Virgen de Cocharcas
La fiesta patronal se celebra en honor a la Virgen de Cocharcas. Esta fiesta es celebrada el 8 de septiembre con la elaboración de cerveza de maíz, a cargo de los cargontes, quienes reciben la tarea con agrado y se comprometen con la realización de la fiesta. Cuando llega la media noche, un grupo de personas visita a los cargontes llevando música Pum pin para animarlos. Esta costumbre se repite cada año por la nueva generación Quillino(a). La cerveza elaborada se guarda en cántaros hechos de barro, donde fermentará hasta el día de la víspera.
Llegada la fecha, cada cargonte se prepara de acuerdo al cargo recibido: diputado, mayordomo, capitán y adornante. El adornante se encarga de preparar las visitas de la Patrona con velas y cirios, para lo cual contrata a ayudantes. Durante este proceso de preparación, los cargontes, acompañados de los músicos, llegan uno por uno a la iglesia para saludar y orar dando inicio a la fiesta.
En la noche del 7 de septiembre se celebra la víspera de la Virgen que concluye con la quema de chamizo (retama), por parte del mayordomo. El chamizo es colocado en montones en cada esquina de la plaza de armas para luego ser quemado. Una vez terminada la misa de la víspera, la población se concentra en la plaza para ver la quema del castillo y fuegos artificiales (traídos por el adornante), mientras los músicos de cada cargonte tocan simultáneamente. Los músicos son: los warqa pukus (personas que tocan cuernos de toro), el arpista, violinista, etc. Es, sin duda, una de las mejores noches para su gente, quienes reciben esta fiesta con gran alegría; fiesta en la que se podrá beber y bailar al compás de la música traída por los cargontes.
Límites:
- Norte: Río Pampas - Cangallo
- Este: Distrito Colca
- Sur-Oeste: Distrito Huancaraylla
- Sur: Distrito Huancapi
- Oeste: Río Huillcamayo Pitahua

Superficie:
El Centro Poblado Urbano “Villa San Juan de Quilla” tiene una superficie de 26,165,000 m²; de los cuales 75,911 m² representan las áreas libres y de vías.
Clima:
La zona presenta un clima templado, cuya temperatura máxima en verano alcanza los 30 °C y una mínima en invierno de 16 °C.  La precipitación pluvial es casi siempre en los meses de diciembre, enero, febrero y marzo, y sobrepasa los 30 mm de promedio anual, lo cual está relacionado con la formación de la alta nubosidad que existe en el invierno. Las lluvias torrenciales se forman debido a la conocida influencia de las aguas frías hidrográficas que bordean la cuenca de los ríos en la Sierra Peruana.
Sociedad:
El Centro Poblado Urbano “Villa San Juan de Quilla” está conformado por familias de escasos recursos que se asentaron en dicha zona en el año 1574, siendo reconocidos como Comunidad Campesina del Centro Poblado Rural “Villa San Juan de Quilla” desde el año 1949. 
Contexto legal:
La población cuenta con su respectivo título de propiedad, otorgados mediante Resolución Suprema N.º 14 de fecha 18 de agosto de 1956 – Ministerio de Trabajo – Asuntos Indígenas.

## Cultura
Religión: La religión predominante es el cristianismo (más del 90%). Dentro de esta, el catolicismo predomina el 75% y la sigue el protestantismo. Hay minorías de testigos de Jehová, entre otras denominaciones cristianas.
Idioma: El idioma que predomina es el español, además de ser el oficial.
Actividad económica: La actividad económica más importante es la agricultura, comercio y la gastronomía.